# Quapaws
Pour les articles homonymes, voir Arkansas (homonymie).
Pour la ville de l’Oklahoma, voir Quapaw.
Les Quapaws (ou Arkansas ou Ugahxpa ou Akanças) sont un peuple amérindien qui résidait historiquement sur la rive ouest du fleuve Mississippi, actuellement aux États-Unis.
Jean-Bernard Bossu, capitaine de marine et explorateur a vécu avec des Quapaws en 1751 et 1754. Il a raconté son voyage et parle de ce peuple :
Le territoire où ils vivent : « Les Akanças habitent le bord d'une rivière qui portent leur nom ; elle prend sa source dans le nouveau Mexique et se décharge dans le fleuve du Mississipi ». 
Les habitants : « Ces sauvages sont grands et bien faits, braves, bons nageurs, très adroits à la chasse, à la pêche et fort dévoués aux français… »
Les terres et la production : « Le pays des Akanças est un des plus beaux du monde, les terres y sont si fertiles qu'elles produisent presque sans culture du froment d'Europe, toutes sortes de légumes et de bons fruits, inconnus en France ; le gibier de toute espèce y abonde comme bœufs sauvages, cerfs, ours, lapins.... »
Leurs croyances : « Ils croient un grand Esprit qu'ils adorent sous la forme d'un serpent ou d'un crocodile ; ils lui rendent un culte. Ils craignent le diable, qu'ils appellent Esprit mauvais. Ils adorent aussi le soleil et la lune. Quand il tonne ils s'imaginent que c'est le Maître de la vie qui leur parle en colère. »